# Mursal Nabizada
Mursal Nabizada ou Mursal Nabisada (en pachto : مرسل نبی زادہ), morte le 15 janvier 2023, est une députée du Parlement afghan de 2018 jusqu'à la reprise du pouvoir par les talibans en août 2021. Le 15 janvier 2023, elle est abattue dans son appartement avec son garde du corps. Les circonstances exactes ne sont pas connues et l'enquête est toujours en cours.

## Biographie
Mursal Nabizada est originaire de la province orientale de Nangarhar en Afghanistan. Elle fait des études en administration des affaires à Peshawar, au Pakistan et s'engage en politique à son retour en Afghanistan.
Elle est élue députée à Kaboul en 2018 et siège à la Chambre du peuple, la chambre basse de l'Assemblée nationale afghane jusqu'à ce que les talibans renversent le gouvernement en août 2021 et que les institutions cessent de fonctionner. Elle y est membre de la Commission de la défense, membre active du IPU (Union inter-parlementaire) et participe à ce titre à l'audition parlementaire aux Nations unies à New York en 2020,.
Avec l'arrivée des talibans, l'Assemblée nationale est dissoute. Mursal Nabizada est l'une des rares députées à rester en Afghanistan où les meurtres de jeunes femmes ont augmenté depuis l'arrivée au pouvoir des talibans, bien qu'elle ait eu la possibilité de fuir,.
En 2022, dans une interview, elle s'exprime sur les restrictions apportées aux droits des femmes par les talibans et déclare travailler pour une organisation non gouvernementale depuis la chute du parlement. Concernant la situation des femmes en Afghanistan, elle déclare : « Elles sont responsables de leur famille, elles doivent travailler. Les femmes sont dans une très mauvaise situation, c'est-à-dire qu'elles sont enterrées vivantes dans la tombe. »
Sa dernière publication sur Twitter date d'août 2021. Sous une photo avec notamment Hamid Karzai et Abdullah Abdullah, elle écrit « J'essaie avec mon peuple d'établir la paix et la stabilité dans ce pays et de répondre au désir de paix de la nation opprimée ».
Selon la police de Kaboul, Mursal Nabizada et son garde du corps sont abattus le 15 janvier 2023 chez elle à Kaboul. Le frère de Marsul Nabizada et un autre garde du corps sont blessés lors de l'attentat. Selon les informations de la police, le contexte exact n'est toujours pas clair.
Mariam Solaimanchil, la qualifie de « Championne intrépide de l'Afghanistan », « véritable pionnière (…) qui a défendu ce en quoi elle croyait, même face au danger ».
Marsul Nabizada est la première personnalité politique du gouvernement soutenu par les États-Unis à être assassinée par le régime des talibans. Le nouveau gouvernement ne fait aucun commentaire à la suite de sa mort.